# Association Internationale du Film d'Animation
L'Associació Internacional de Cinema d'Animació (Association Internationale du Film d'Animation) o ASIFA és una organització internacional sense ànim de lucre fundada el 1960 a Annecy, França pels artistes d'animació més coneguts de l'època, com l'animador canadenc, Norman McLaren. En l'actualitat hi ha més de 30 capítols de l'Associació ubicades en molts països del món. El Capítol ASIFA-Hollywood de l'organització presenta els premis anuals d'Annie. Alguns dels festivals més coneguts inclouen el Festival de Cinema d'Animació d'Annecy Internacional a França, al Festival de Cinema Internacional d'Animació d'Ottawa al Canadà, el Festival Internacional d'Animació d'Hiroshima al Japó, i el Festival Mundial de Cinema d'Animació de Zagreb a Croàcia.

## Presidents
- Norman McLaren (1960–1979)
- John Halas (1979–1988)[2]
- Raoul Servais (1988–93)
- Michel Ocelot (1994–99)
- Abi Feijò (1999–02)
- Thomas Renoldner (2002–04)
- Noureddin Zarrinkelk (2004–06)
- Sayoko Kinoshita (2006–2009)
- Nelson Shin (2009–2012)[3]
- Ed Desroches (2013–2015)[4]